# Patryk Kun
Patryk Kun (Giżycko, Polonia, 20 de abril de 1995) es un futbolista polaco que juega de centrocampista defensivo en el Legia de Varsovia de la Ekstraklasa.

## Trayectoria
Patryk Kun nació en el voivodato de Varmia y Masuria, al norte de Polonia. Sus primeros pasos en el mundo del fútbol fue en las categorías inferiores de dos equipos de la ciudad de Węgorzewo, el Koszałek Opałek Węgorzewo y el Vęgoria Węgorzewo. En 2011 fue captado por un ojeador del Stomil Olsztyn, principal club de la región al que se unió durante el mercado de invierno. Debutó con el primer equipo del Stomil en la I Liga el 6 de octubre de 2012, en la contundente victoria por 4-0 en casa ante el Sandecja Nowy Sącz, entrando en el minuto 85 de partido. Su primer gol como profesional fue el 9 de noviembre de 2013 frente al Miedź Legnica, anotando el último gol en la victoria en casa por 4-2.
La falta de minutos en el Stomil motivó su salida del club en 2014, recalando en el Rozwój Katowice de la II Liga, tercer nivel del sistema de ligas del fútbol polaco. Dos años después, retornó a Olsztyn en calidad de préstamo para ayudar al club masuriano a ascender a la Ekstraklasa. Sus buenas prestaciones atrajo la atención del Arka Gdynia, ya en la máxima categoría, que se hizo con los servicios del jugador a comienzos de la temporada 2017/18, cedido nuevamente del Rozwój Katowice con opción a compra. Con el Arka disputó 28 partidos, marcó dos goles, alcanzó la final de la Copa de Polonia y vio al club Arkowcy alzarse campeón de la Supercopa de Polonia contra el Legia de Varsovia.
En la temporada 2018/19 se unió al proyecto del entrenador Marek Papszun de hacer llegar al Raków Częstochowa a la Ekstraklasa. En su primera campaña con el club Medaliki, Kun registró treinta partidos y fue uno de los principales artífices del ascenso del Raków a la primera división polaca. En las siguientes temporadas, el volante izquierdo fue un habitual en el once inicial del equipo, ayudando a conseguir dos Copas (2020–21 y 2021–22) y dos Supercopas de Polonia (2021 y 2022) consecutivas.
Kun fue convocado por Czesław Michniewicz a la selección absoluta de Polonia para un partido amistoso contra Escocia el 24 de marzo de 2022 y para la segunda ronda clasificatoria de la Copa Mundial de Fútbol de 2022 contra Suecia el 29 de marzo de 2022, aunque no llegó a debutar en ninguno de los dos partidos. Anteriormente llegó a ser internacional con las selecciones sub-18 y sub-20 de Polonia.
Después de cinco años con el Raków, al final de la temporada 2022/23 se anunció su fichaje por el Legia de Varsovia.

## Palmarés

### Títulos nacionales
| Título               | Club              | País    | Año     |
| -------------------- | ----------------- | ------- | ------- |
| Supercopa de Polonia | Arka Gdynia       | Polonia | 2017    |
| Copa de Polonia      | Raków Częstochowa | Polonia | 2020-21 |
| Supercopa de Polonia | Raków Częstochowa | Polonia | 2021    |
| Copa de Polonia      | Raków Częstochowa | Polonia | 2021-22 |
| Supercopa de Polonia | Raków Częstochowa | Polonia | 2022    |
| Ekstraklasa          | Raków Częstochowa | Polonia | 2022-23 |
| Supercopa de Polonia | Legia de Varsovia | Polonia | 2023    |
| Copa de Polonia      | Legia de Varsovia | Polonia | 2024-25 |
| Supercopa de Polonia | Legia de Varsovia | Polonia | 2025    |